# دورون پرکینز
دورون پرکینز (انگلیسی: Doron Perkins؛ زادهٔ ۶ مهٔ ۱۹۸۳) بازیکن بسکتبال اهل ایالات متحده آمریکا است.
از باشگاه‌هایی که در آن بازی کرده‌است می‌توان به باشگاه بسکتبال آلوارک توکیو و باشگاه بسکتبال المپیاکوس اشاره کرد.